# Friedrich Schuler von Libloy
Friedrich Schuler von Libloy (* 13. Januar 1827 in Hermannstadt, Siebenbürgen; † 8. November 1900 in Wien) war ein österreichischer Rechts- und Kulturhistoriker. Er war der wohl bedeutendste Gelehrte der Siebenbürger Sachsen.

## Leben
Schuler besuchte das Evangelische Gymnasium A. B. Hermannstadt (A. B. = Confessio Augustana) seiner Heimatstadt und die Siebenbürgisch-Sächsische Rechtsakademie Hermannstadt. An der Universität Wien und der Universität Graz studierte er Rechtswissenschaft. 1851 kehrte er als Vertretungslehrer an die Akademie zurück. Als a.o. Professor (1852) und o. Professor (1857) las er siebenbürgische Rechtsgeschichte und Eygenlandrecht, später – nach Einführung des Allgemeinen bürgerlichen Gesetzbuchs in Österreich-Ungarn – protestantisches Kirchenrecht und Nationalökonomie.
Sächsisch Reen wählte ihn 1863/1864 in den von Magyaren dominierten Hermannstädter Landtag, der ihn 1863/1864 und 1864/1865 in den Reichsrat (Österreich) entsandte. In der Sächsischen Nationsuniversität in Siebenbürgen vertrat er 1868 den Mediascher Stuhl. Er engagierte sich in der Evangelischen Kirche und wurde 1869 in das Landeskonsistorium gewählt. Ab 1868 war er Vorstand des Hermannstädter Gewerbevereins und besorgte die Vertretung der Hermannstädter Industrie auf der Weltausstellung 1873.

„Obwohl ich noch sehr viele Sympathien für dies verbrüderte [ungarische] Volkstum habe, fühle ich mich doch ganz als Deutscher und gehöre mit vollster Liebe einer Nation an, welcher ich meine Bildung verdanke.“

Libloy ist es zu verdanken, dass die Siebenbürger Sachsen unter allen Deutschen außerhalb der damaligen Reichsgrenzen zu den eifrigsten Förderern des Germanischen Nationalmuseums gehörten. Für seine Verdienste wurde er in den Gelehrtenausschuß des Germanischen Museums gewählt.
In Siebenbürgens Kampf um das Deutschtum auf verlorenem Posten, ging er 1875 als o. Professor für Deutsches Recht und Völkerrecht an die neu gegründete Franz-Josephs-Universität in der Bukowina. Fünfmal war er Dekan der Juristischen Fakultät. Zweimal, 1878/1879 und 1890/1891, war er Rektor der aufblühenden Universität im österreichischen Kronland.

## Werke
- Statuta jurium municipalium Saxonum in Transilvania. Das Eigen Landrecht der Siebenbürger Sachsen bearbeitet nach seiner legalen Ausbildung als Grundriß für akademische Vorlesungen. Hermannstadt 1853
- Siebenbürgische Rechtsgeschichte. Ein Leitfaden für Vorlesungen über I. Geschichte der siebenbürgischen Rechtsquellen; II. Geschichte der siebenbürgischen Rechts-Institute. Hermannstadt 1854 (Band 2, 2. Auflage 1867, books.google.de).
- Kurzer Überblick der Literaturgeschichte Siebenbürgens von der ältesten Zeit bis Ende des vorigen Jahrhunderts. Hermannstadt 1857 (books.google.de).
- Volkszustände und Dorfeinrichtungen im deutschen Siebenbürgen. In: Anzeiger des Germanischen Museums. Nürnberg, 1857, S. 285–288, 327–329, 367–369, 401–402
- Merkwürdige Munizipal-Konstitutionen der Siebenbürger Szekler und Sachsen. Hermannstadt 1862 (books.google.de).
- Deutsche Rechtsgeschichte. Wien 1863, 1868 (books.google.de).
- Über das Verhältnis der Klein- und Großgewerbe mit Beziehung auf das Volksleben. Hermannstadt 1869.
- Das ungarische Staatsrecht. Wien 1870.
- Politische Ökonomie. Volkswirtschaftliche Hauptbegriffe und Grundlehren mit Rücksicht auf das gewerbliche Bedürfnis. Hermannstadt 1871.
- Protestantisches Kirchenrecht vornehmlich das des evangelischen Augsburger Bekenntnisses in Siebenbürgen. Hermannstadt 1871.
- Abriß der europäischen Staats- und Rechtsgeschichte. Berlin 1873/74
- Der Sozialismus und die Internationale. Nach ihren hervorragendsten Erscheinungen in Literatur und Leben. 1875; Neudruck Kessinger 2010, ISBN 978-1-168-86802-2.

## Rektoratsreden in Czernowitz
- Über die Entwicklung der staatsbürgerlichen Freiheit in Österreich. 4. Oktober 1878.
- Über wichtige Rechtsschöpfungen der Neuzeit. 4. Oktober 1890.